# Punto penal
Punto Penal es un programa de televisión deportivo uruguayo que se emite desde el 2 de marzo de 2003 por Canal 10. Se exhibe todos los domingos de 10:00 a 14:30. Desde 2004 es conducido por el periodista Roberto Moar quien sustituyó ese mismo año a quien ejercía ese rol, el periodista Carlos Muñoz Escobal.
Es un periodístico que aborda todo el contenido deportivo del ámbito uruguayo e internacional, enfocado principalmente en el fútbol, pero con foco también en el resto de los deportes. El domingo 6 de octubre de 2013 el programa cumplió 500 emisiones y en 2019 ya se había llegado a 750 emisiones. El domingo 19 de mayo de 2024 alcanzó 1.000 programas.

## Integrantes

### Conductores
- Roberto Moar
- Martín Charquero

### Panelistas
- Daniel Richard
- Diego Miranda
- Fernando Corchs
- Mauro Mas
- Óscar Belo
- Sofía Romano

### Noteros
- Alen Banewur
- Juan José Acevedo

### Productores
- Juan Samuelle
- Macarena Acevedo

### Director general
- Daniel Acevedo

## El Show de la Polémica
Cada domingo desde el año 2010 hasta 2015 Punto Penal agregó un segmento para el análisis del fútbol llamado "El Show de la Polémica", que se emitía de 13:30 a 15:00. Fue conducido por Mauro Mas y un panel conformado por diversos periodistas y panelistas invitados.